# Musée des services correctionnels de Hong Kong
Le musée des services correctionnels de Hong Kong (展城館) est situé sur Tung Tau Wan Road dans la ville de Stanley dans l'ancien centre de formation du personnel du département des services correctionnels de Hong Kong (en).

## Description
Adjacent à la prison de Stanley, le musée se trouve dans un bâtiment de deux étages à côté du terrain de parade de l'institut de formation du personnel. Il a une superficie de 480 m² et expose une collection de plus de 600 artefacts représentant quelque 170 ans du passé criminel et de réhabilitation de Hong Kong commençant sous la dynastie Qing (1644–1911) et s'étendant à travers la période coloniale, lorsque la piraterie était passible de la peine de mort.
Dôté de dix galeries, le musée contient une potence et deux cellules factices ainsi qu'une tour de garde factice dominant le bâtiment. L'une des galeries présente l'équipement autrefois utilisé pour les flagellations et les châtiments corporels. Une annexe présente les services correctionnels et de réadaptation, ainsi que des objets artisanaux produits par les détenus. À l'extérieur de l'annexe se trouve un point de vue de 200 m² permettant aux visiteurs de savourer le panorama de la baie de Tai Tam.
Le musée est géré par l'institut de formation du personnel du département des services correctionnels de Hong Kong (en).

## Expositions
Il y a dix galeries dans le musée :
- Galerie 1 : Châtiment et emprisonnement
- Galerie 2 : Histoire et développement des prisons
- Galerie 3 : Histoire et développement des prisons (suite)
- Galerie 4 : À l'intérieur des prisons
- Galerie 5 : Uniformes, insignes et accessoires du personnel
- Galerie 6 : Les boat people vietnamiens
- Galerie 7 : Armes artisanales et articles non autorisés
- Galerie 8 : Événements du personnel
- Galerie 9 : Section des industries et de la formation professionnelle
- Galerie 10 : Coopération à l'étranger et partage d'expériences

Sont également exposés :
- Deux cellules factices
- Une potence factice

## Heures d'ouverture
Du mardi au dimanche : de 10h00 à 17h00. Le musée est fermé les lundis et jours fériés. Des visites de groupe sont disponibles.

## Accès
- Bus n ° 6, 6X ou 260 depuis Central
- Bus n ° 14 depuis Sai Wan Ho
- Bus n ° 63 depuis North Point
- Bus n ° 65 depuis North Point (dimanche et jours fériés uniquement)
- Bus n ° 73 depuis Wah Fu Estate
- Bus n ° 314 depuis Siu Sai Wan (dimanche et jours fériés uniquement)
- Bus n ° 399 depuis South Horizons (dimanche et jours fériés uniquement)
- Bus n ° 973 depuis Tsim Sha Tsui (via Western Tunnel)
- Bus léger public n ° 16X depuis Chai Wan
- Bus léger public n ° 40 depuis Causeway Bay
- Bus léger public n ° 52 depuis Aberdeen

## Galerie

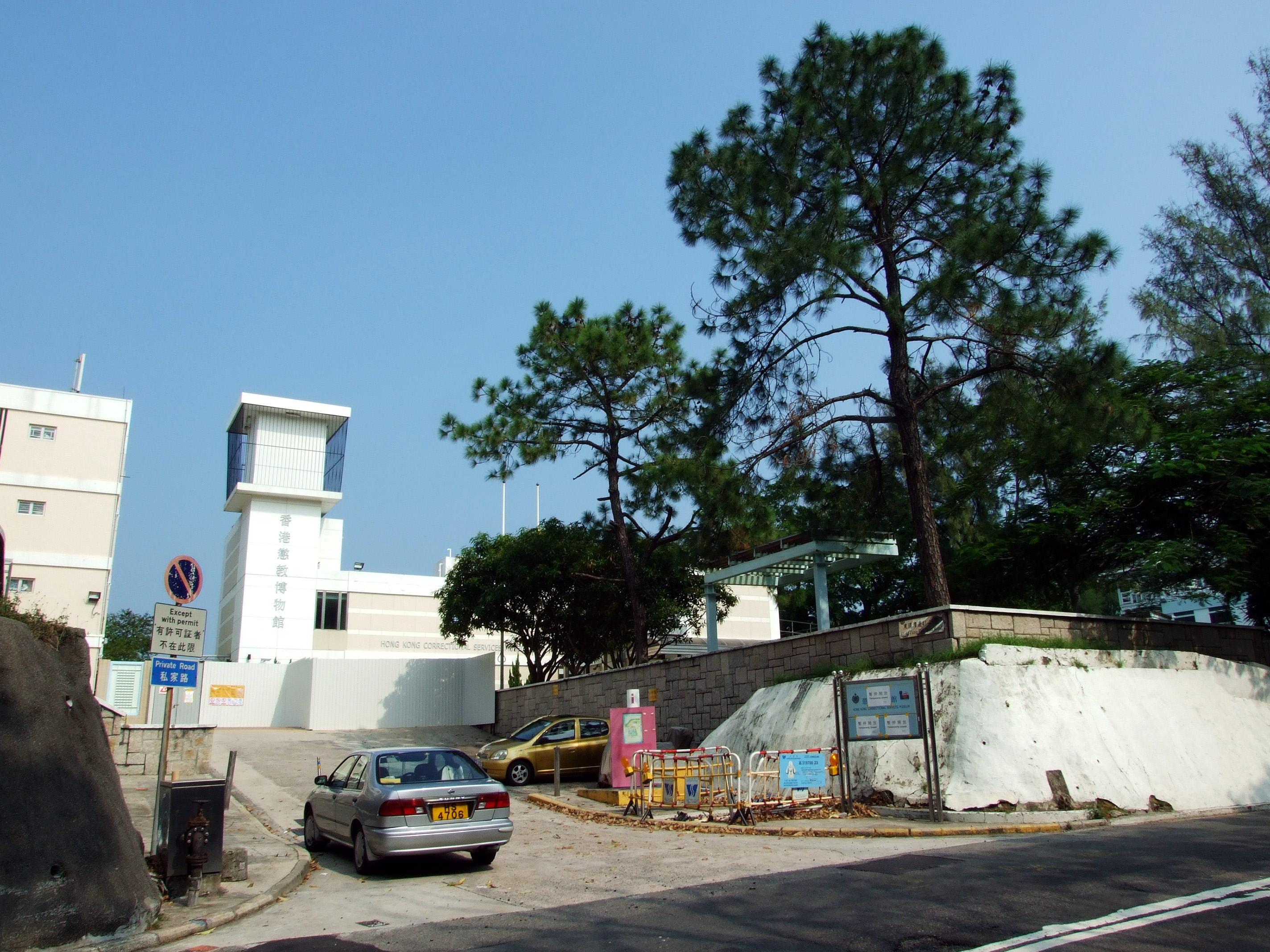
Extérieur du musée.
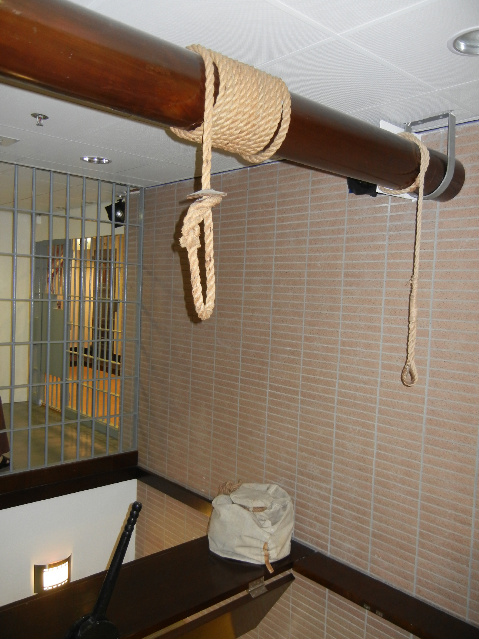
Potence factice.
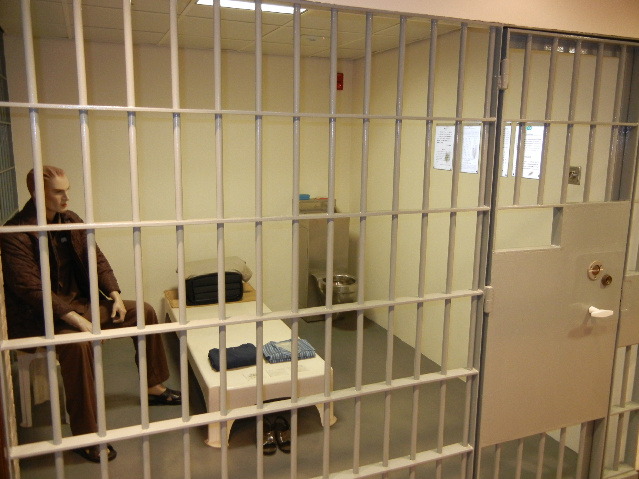
Ancienne cellule.
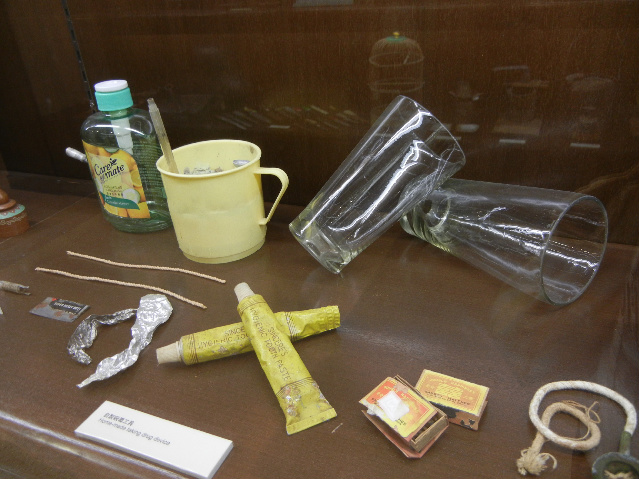
Outils utilisés pour la fabrication de drogue par d'anciens détenus.
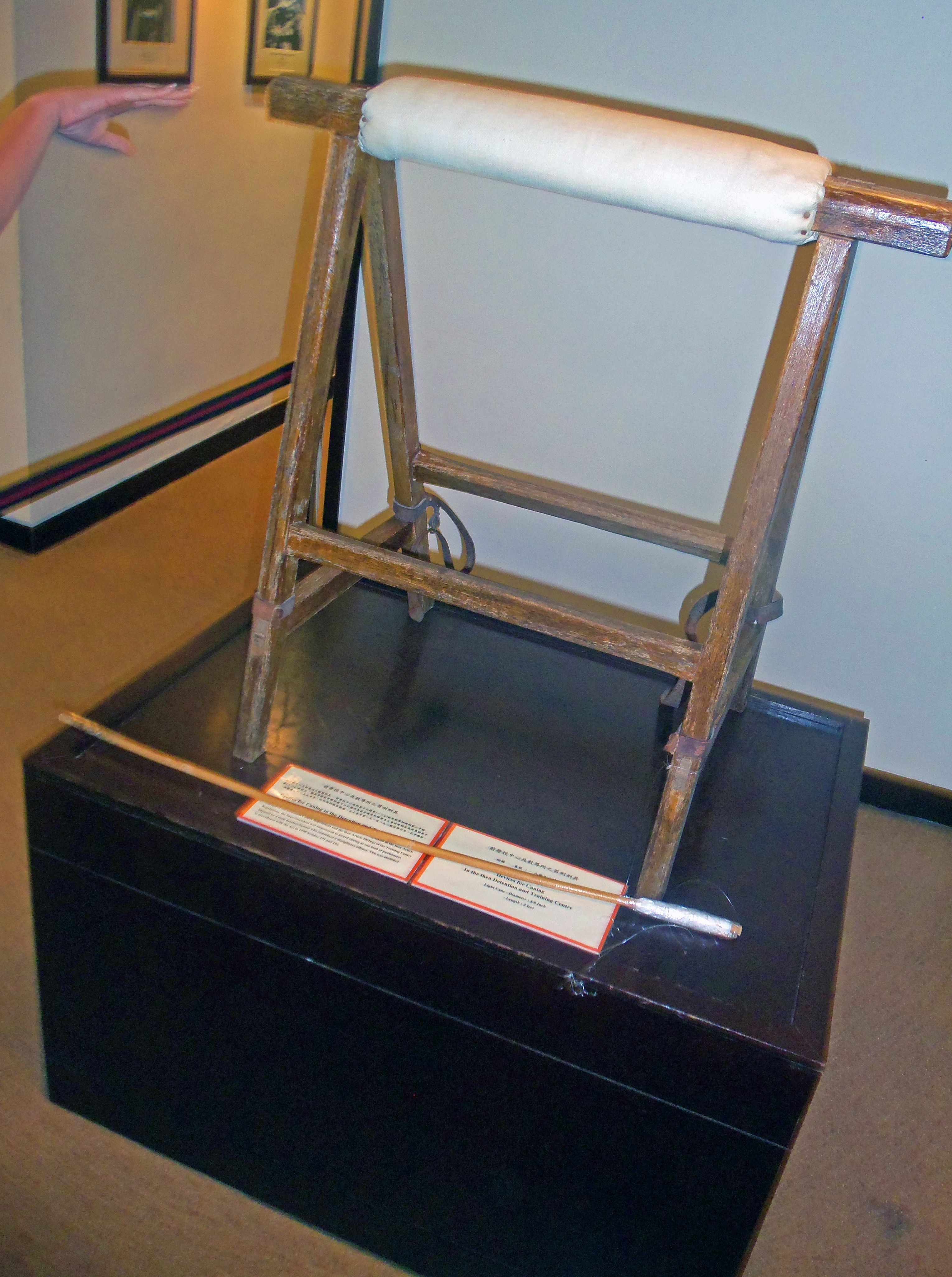
Support de flagellation par canne.
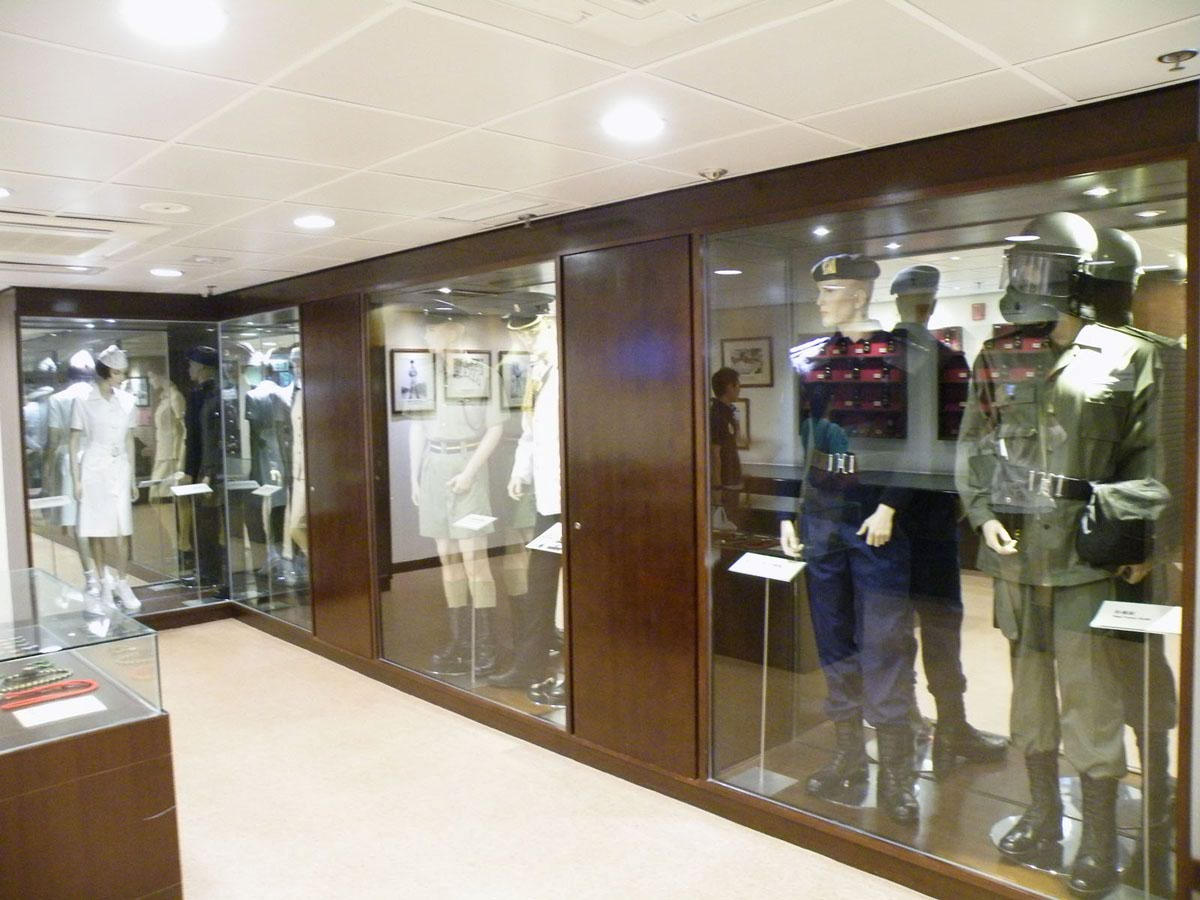
Section des uniformes.
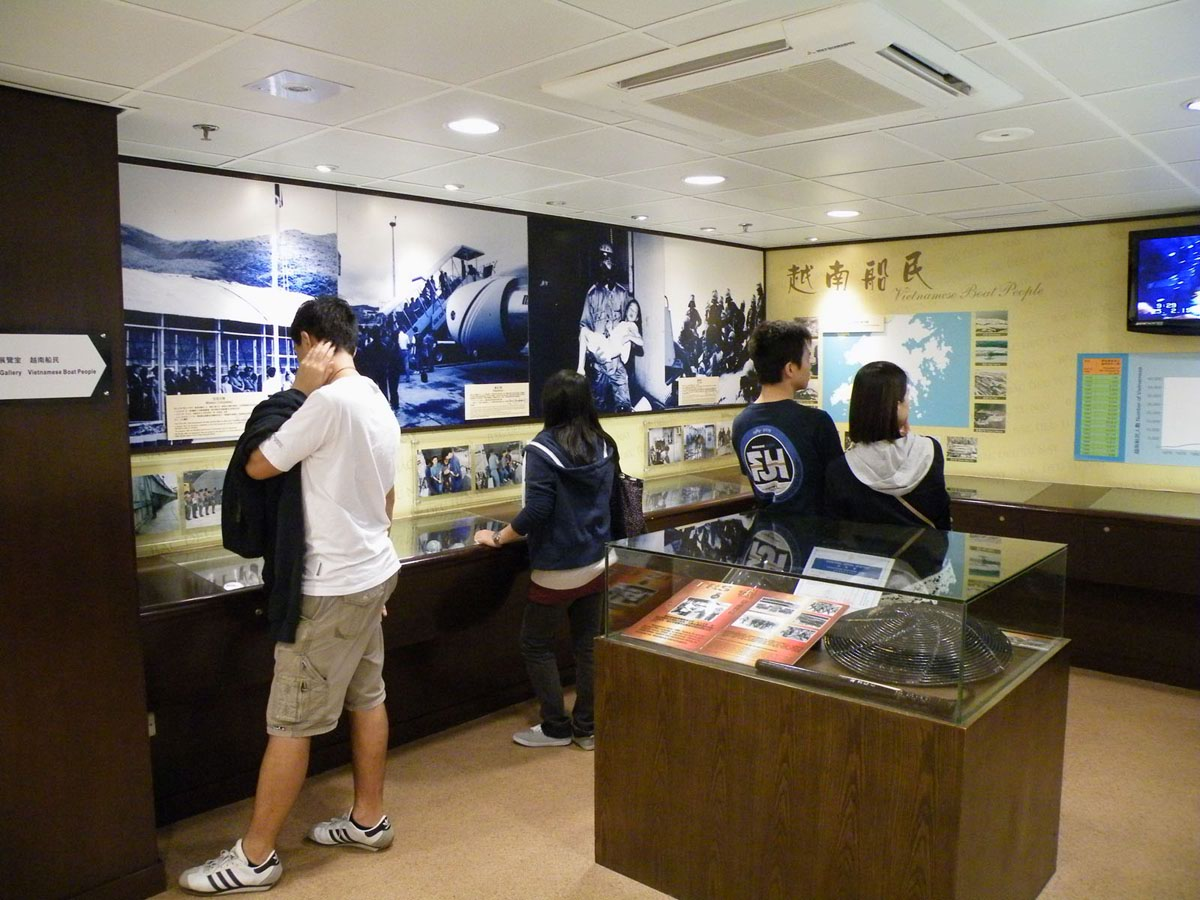
Galerie 6 sur les boat people.
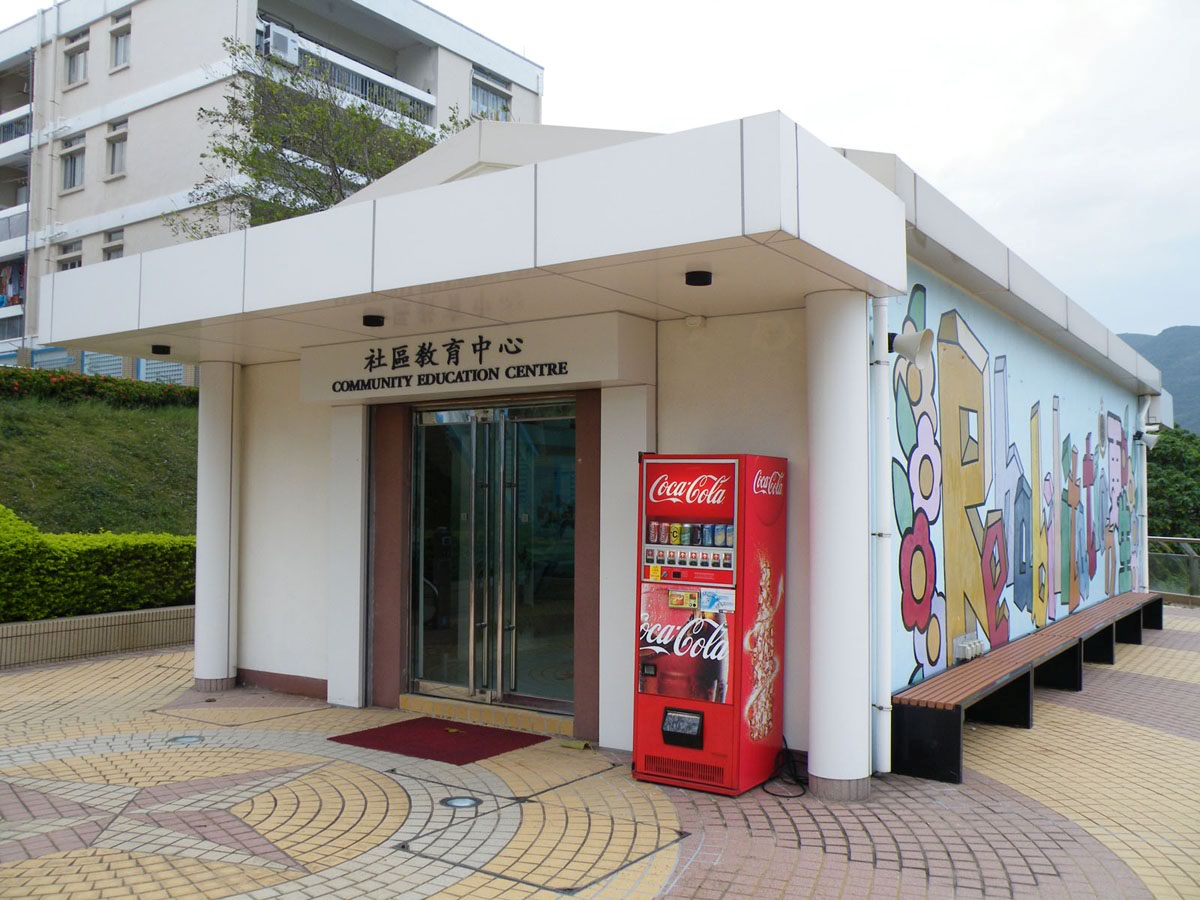
Centre d'éducation communautaire.